# 프라빠톰체디

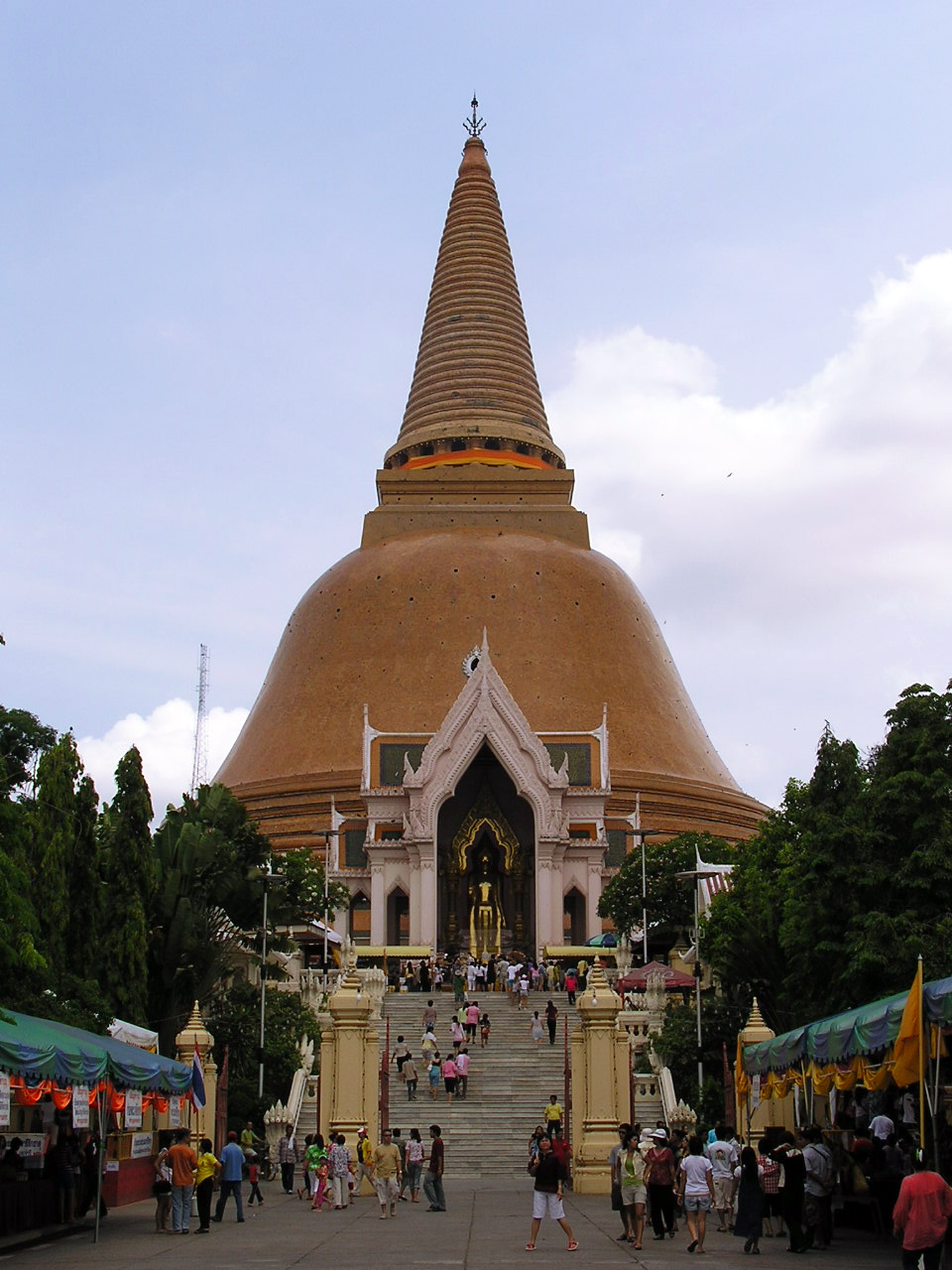
프라빠톰체디

프라빠톰체디(태국어: พระปฐมเจดีย์)는 높이 127m의 세계에서 가장 높은 불탑으로 태국의 나콘빠톰에 위치한다.
프라빠톰체디라는 이름은 '최초의 신성한 체디(불탑)'를 의미한다. 불탑은 675년에 불교 경전에서 처음 언급되지만 고고학적인 발견으로는 4세기까지 거슬러 올라간다. 11세기에 크메르 제국에 의해 크게 확장되었으나 이후 정글에 묻혀졌다. 몽꿋 왕은 승려였을 때 이곳을 몇 차례 방문했고 왕이 된 후에 이곳에 새롭고 더 웅장한 체디를 짓도록 명령했다. 17년의 공사 끝에 1870년에 완공되었고 근처의 나콘차이시의 주민들은 체디 주변에 새롭게 만들어진 마을로 이주되었다.

## 같이 보기
- 드바라바티
- 나콘빠톰